# (92891) Bless
(92891) Bless est un astéroïde de la ceinture principale.

## Description
(92891) Bless est un astéroïde de la ceinture principale. Il fut découvert le 26 août 2000 à l'Observatoire interaméricain du Cerro Tololo par Robert L. Millis. Il présente une orbite caractérisée par un demi-grand axe de 2,31 UA, une excentricité de 0,07 et une inclinaison de 6,1° par rapport à l'écliptique.

## Compléments